# 사랑의 배달부
"사랑의 배달부"는 한국에서 제작된 임원직 감독의 1965년 영화이다. 김희갑 등이 주연으로 출연하였고 차태진 등이 제작에 참여하였다.

## 출연

### 주연
- 김희갑
- 도금봉
- 주연
- 김운하

## 기타
- 원작자: 추식
- 조명: 장기종
- 미술: 노인택